# Embalse de Vegas Altas
Embalse de Vegas Altas este o arie protejată (arie de protecție specială avifaunistică — SPA) din Spania întinsă pe o suprafață de 8,12 ha, integral pe uscat.

## Localizare
Centrul sitului Embalse de Vegas Altas este situat la coordonatele 39°37′51″N 6°41′40″W / 39.630833°N 6.694444°V.

## Înființare
Situl Embalse de Vegas Altas a fost declarat arie de protecție specială avifaunistică în decembrie 2004 pentru a proteja 22 de specii de animale.

## Biodiversitate
Situată în ecoregiunea mediteraneană, aria protejată conține 1 habitat natural: Iazuri temporare mediteraneene.
La baza desemnării sitului se află mai multe specii protejate:
- păsări (20): fluierar de munte (Actitis hypoleucos), rață lingurar (Anas clypeata), rață pitică (Anas crecca), rață fluierătoare (Anas penelope), rață mare (Anas platyrhynchos), rață pestriță (Anas strepera), rața moțată (Aythya fuligula), Bubulcus ibis, barză albă (Ciconia ciconia), barză neagră (Ciconia nigra), egretă mică (Egretta garzetta), lișiță (Fulica atra), becațină comună (Gallinago gallinago), pescăruș râzător (Larus ridibundus), cormoran mare (Phalacrocorax carbo), silvie de tufiș (Sylvia undata), corcodel mic (Tachybaptus ruficollis), fluierar cu picioare verzi (Tringa nebularia), fluierarul de zăvoi (Tringa ochropus), nagâț (Vanellus vanellus)
- mamifere (1): vidră de râu (Lutra lutra)
- reptile (1): Mauremys leprosa

Pe lângă speciile protejate, pe teritoriul sitului au mai fost identificate 2 specii de păsări.